# SK Lokomotivi Tbilisi
El SK Lokomotivi Tbilisi és un club de futbol georgià de la ciutat de Tbilisi.

## Història
El club va ser fundat el 1936. Té forta connexió amb els ferrocarrils de Geòrgia.

## Palmarès
- Lliga georgiana de futbol (2):
  - 1937, 1945

- Copa georgiana de futbol (3):
  - 2000, 2002, 2005